# ロバート・アルトマンのイメージズ
『ロバート・アルトマンのイメージズ』（原題：Images）は、1972年制作のイギリス・アイルランドのミステリ映画。ロバート・アルトマン監督、スザンナ・ヨーク主演・原作。日本では劇場未公開。

## あらすじ
キャスリンはある日、夫ヒューが浮気をしているという謎の電話を受けて以来、昔の恋人の幻影を見始めるようになる。
心配したヒューは彼女を田舎へ連れて行き静養させることにするが、幻影は治まるどころかさらにエスカレートしていく。

## キャスト
- キャスリン：スザンナ・ヨーク
- ヒュー：ルネ・オーベルジョノワ
- ルネ：マルセル・ボズフィ
- マーセル：ヒュー・ミレース
- キャスリン・ハリソン

## 評価
本作は数々の賞にノミネートされ、主演のスザンナ・ヨークが第25回カンヌ国際映画祭女優賞を受賞した。